# Лакриматори

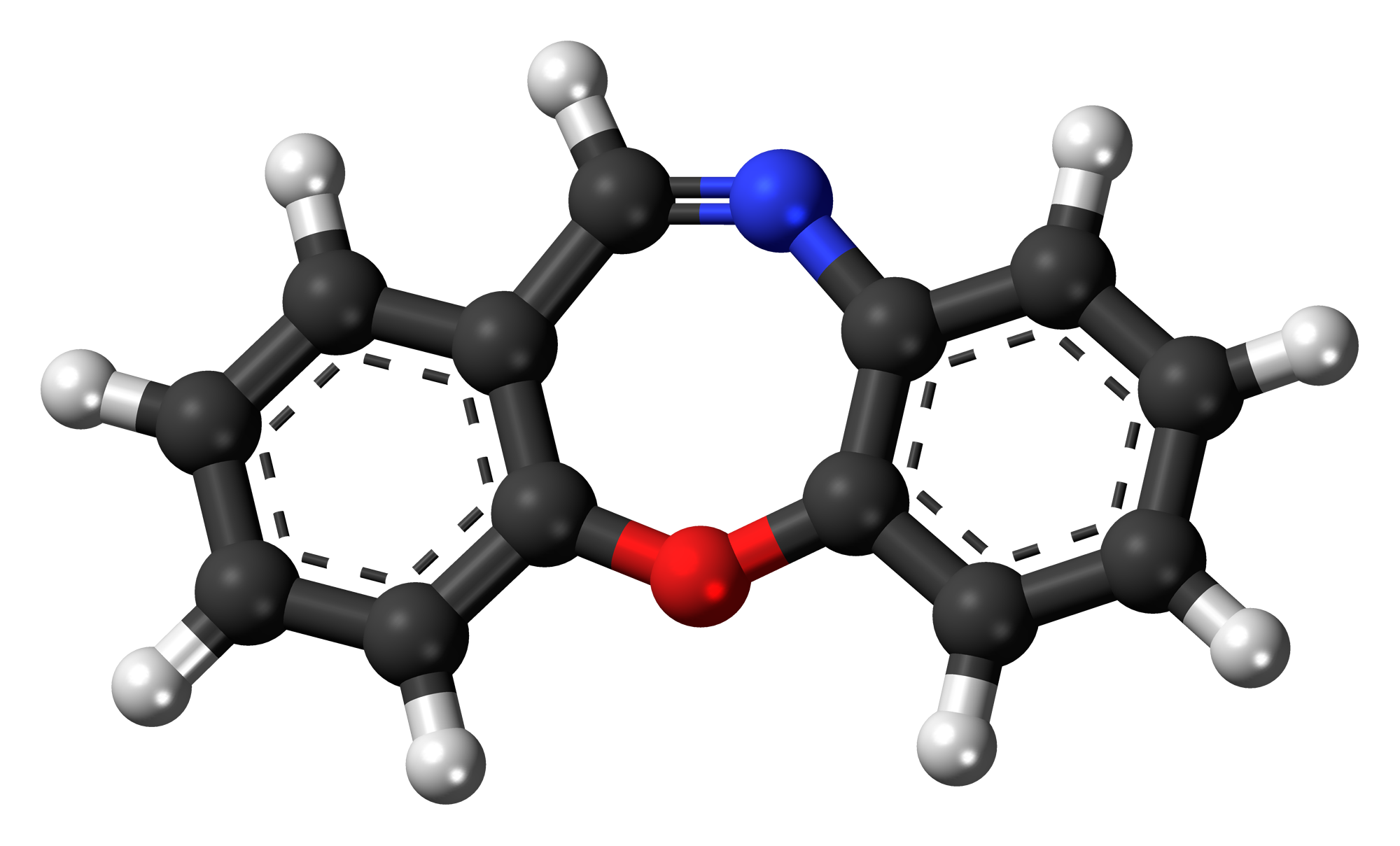
Дибензоксазепін

Лакрима́тори (англ. lachrymators) — речовини, що викликають посилене сльозовиділення у людей чи в тварин (наприклад, ацетилхлорид, акриловий альдегід), не завдаючи шкоди очам. Використовуються як сльозогінний газ.